# Bernard Francis Law
Bernard Francis Law (Torreón, México, 4 de novembro de 1931 - Roma, 20 de dezembro de 2017) foi um cardeal dos Estados Unidos e arcipreste emérito da Basílica de Santa Maria Maior, em Roma, nomeado pelo Papa João Paulo II em 2004 depois de ter renunciado à Arquidiocese de Boston em 2002. Desde 1985 ele era o Cardeal-presbítero do título de Santa Susana nas termas de Diocleciano.
Law foi o arcebispo de Boston até sua renúncia em 13 de dezembro de 2002, em resposta ao escândalo de abuso sexual na Igreja Católica Romana depois que documentos da própria igreja mostraram que ele tinha encoberto os abusos sexuais cometidos por dezenas de padres católicos em sua arquidiocese. Foi revelado que um único padre estuprou ou molestou 130 crianças durante várias décadas, mas Law e outras autoridades o transferiram entre as igrejas ao invés de denunciá-lo às autoridades. Law também orquestrou acordos secretos para as queixas de abuso feitas contra pelo menos setenta de seus sacerdotes, em que as famílias foram pagas para ficar em silêncio sobre o abuso sexual e o estupro de seus filhos.
Apenas dois anos depois de renunciar de sua posição em Boston, que a Igreja chamou de "um passo importante no processo de cura", o Papa João Paulo II nomeou Law como Arcipreste da Basílica de Santa Maria Maior em Roma, em 2004. Ele renunciou desta posição ao atingir a idade de 80 anos em novembro de 2011.